# Asesinato de Sharon Lee Gallegos
Sharon Lee Gallegos (6 de septiembre de 1955 - c. 21-24 de julio de 1960) fue una víctima estadounidense de asesinato anteriormente no identificada conocida como Little Miss Nobody (Pequeña Señorita Nadie), cuyo cuerpo fue encontrado en Congress, en el condado de Yavapai, Arizona, el 31 de julio de 1960. Se estimó que sus restos fueron descubiertos una o dos semanas después de la fecha de su asesinato. Debido al avanzado estado de descomposición de los restos de la niña, nunca se ha establecido la causa específica de su muerte, aunque siempre se ha considerado como un homicidio.
El 15 de marzo de 2022, investigadores de Arizona anunciaron la identificación de los restos de la niña, casi 62 años después del descubrimiento de su cuerpo. Gallegos había sido secuestrada fuera de la casa de su abuela en Alamogordo, Nuevo México, por dos individuos desconocidos diez días antes del descubrimiento de su cuerpo.
Gallegos se hizo conocida como "Pequeña Señorita Nadie" después de que los esfuerzos contemporáneos para identificarla no tuvieron éxito y ningún familiar o amigo se presentó para identificar o reclamar su cuerpo. Su identificación de 2022 es la identificación de caso sin resolver más antigua en el condado de Yavapai; se están realizando esfuerzos para identificar a sus secuestradores/asesinos.

## Primeros años
Gallegos vivía en Alamogordo con su madre, Guadalupe Gallegos, junto con sus dos hermanos mayores, su abuela y otros seis familiares, entre ellos otros cuatro niños de edades comprendidas entre los cinco y los quince años. Su padre biológico, un soldado, había abandonado a la familia cuando Gallegos era un bebé, y la niña no tenía contacto con él.
Su familia no era rica, y la madre de Gallegos mantenía a la familia trabajando como empleada doméstica en un motel local. A pesar de las limitaciones económicas, la familia Gallegos estaba muy unida. La propia Sharon ha sido descrita como una niña "luchadora" y "despreocupada" que disfrutaba haciendo recados sencillos para su madre y jugando cerca de la casa familiar con sus hermanos y otros niños del vecindario. Debido a su tez clara en comparación con la de sus hermanos, la niña era conocida cariñosamente por sus familiares como "La Güera".

## Preocupaciones previas por acoso
Las autoridades creen que una pareja secuestró a Gallegos, la cual había estado acechando activamente a la niña durante días, si no semanas, antes de su secuestro real. El domingo 17 de julio, observaron a una pareja en un automóvil sédan verde oscuro con dos niños (uno era un varón pecoso y una niña "pequeña") después de que Gallegos y su madre hubieran asistido a una misa. Tras el oficio religioso, la secuestradora había hecho a varios asistentes preguntas de sondeo sobre Sharon y su madre, Guadalupe.
La madre de Gallegos declaró posteriormente que el comportamiento de su hija había cambiado notablemente inmediatamente en los días previos a su desaparición: la niña se volvió notablemente nerviosa y cautelosa, y de repente dejó de desear ir a buscar alimentos para la familia en una tienda de comestibles local (un recado que le gustaba especialmente). También se alteraba visiblemente cada vez que veía el mismo auto distintivo de color verde oscuro cerca de su casa o de los lugares que visitaba, y pedía a sus familiares que la recogieran y la llevaran más allá del vehículo.
Poco después, en torno al 19 de julio, se sabe que esta secuestradora llamó a la puerta de un vecino, preguntando por la madre de Sharon, su dirección actual y sus hijos, concretamente si tenía una niña pequeña. Otras preguntas formuladas incluyeron si la madre de Gallegos tenía muchos hijos y su situación económica actual. Esta mujer afirmó entonces a este vecino que su razón para preguntar por la situación social y económica actual de la madre de Gallegos era que pretendía ofrecerle un trabajo.
En el momento de su desaparición, a Gallegos le faltaban dos meses para cumplir cinco años. Medía aproximadamente 110 cm (3 pies 6 pulgadas) de altura y tenía cabello castaño claro. La última vez que se la vio llevaba pantalones cortos rosas y zapatos blancos.

## Secuestro
Aproximadamente a las 3 de la tarde del 21 de julio de 1960, mientras jugaba con sus dos primos (de cinco y once años), Gallegos fue secuestrada en un callejón en la parte trasera de su casa en Virginia Avenue. La pareja ofreció a Gallegos comprarle dulces y ropa nueva si subía al auto con ellos; Gallegos se negó y fue arrastrada por el brazo al "viejo y sucio auto verde" (se cree que era un sedán Dodge o Plymouth modelo 1951 o 1952 de color verde oscuro) por la secuestradora, que había salido del vehículo. Los testigos describieron a la mujer como una persona de unos 30 años, de estatura baja, con gafas, corpulenta y con el pelo rubio sucio; al hombre lo describieron como un caucásico rubio y delgado, de nariz larga y cabello lacio de color arena. Inmediatamente después de que la mujer metiera a la niña en el auto, el conductor huyó a toda velocidad; el vehículo fue visto por última vez girando hacia el oeste por Fifth Street a gran velocidad.
La niña testigo del secuestro de Gallegos informó inmediatamente del incidente a su madre, quien a su vez avisó inmediatamente a las autoridades. En menos de una hora, la policía había establecido controles de carretera en la frontera entre Texas y Nuevo México, y finalmente registraron numerosos vehículos con la descripción descrita por los testigos oculares en los controles de carretera. Esta táctica no logró detener a los secuestradores.

### Motivo
Aunque los investigadores se mantuvieron abiertos en cuanto al motivo del secuestro de la niña, la posibilidad de un secuestro para pedir rescate fue rápidamente descartada debido a los modestos medios de la familia y al hecho de que no se recibió ninguna petición de dinero. Además, las circunstancias que rodearon el secuestro y el evidente acoso previo indicaban que la niña había sido un objetivo específico. Una de las niñas testigos del secuestro de Gallegos, Dolores Badial, de 11 años, afirmó que había visto el mismo vehículo en el que habían arrastrado al niño estacionado afuera de la casa de los Gallegos poco antes del secuestro, mientras ella y Gallegos caminaban cerca del vehículo de camino a una tienda de comestibles local. Según Badial, la ocupante había estado observando fijamente a la casa de los Gallegos y la vista del automóvil había angustiado mucho a la niña, que pidió que lo llevaran en brazos cuando pasaron junto al vehículo.
Una amiga y vecina de la familia Gallegos, Helen González, también informó a los investigadores de que había observado un vehículo de color verde oscuro que coincidía con la descripción proporcionada por los testigos estacionado en el lugar del secuestro el domingo anterior. Sin embargo, el 28 de julio, los investigadores anunciaron que su investigación sobre la posibilidad de que "un familiar o posible conocido" de la familia Gallegos fuera(n) el(los) secuestrador(es) no había dado ningún fruto.

## Descubrimiento del cuerpo y examen
El 31 de julio de 1960, el cuerpo parcialmente enterrado de una niña fue encontrado en el lecho del Arroyo Sand Wash en Old Alamo Road en Congress, Arizona, a unos 48 kilómetros de la ciudad de Wickenburg y a unos 800 metros (media milla) al oeste de la autopista 93. Su cuerpo fue descubierto por un maestro de escuela de Las Vegas llamado Russell Allen, que estaba buscando rocas para decorar su jardín.
El cuerpo estaba vestido con un pantalón corto rojo y una blusa azul a cuadros con un distintivo patrón de cadena, junto con un par de sandalias de goma de tamaño para adulto que habían sido cortadas para ajustarse a los pies de la niña y sujetadas con correas de cuero. Los dedos de los pies y las uñas de la niña habían sido pintados de un color rojo brillante. También se recuperaron trozos de ropa de la menor cerca de la tumba poco profunda. El cuerpo fue llevado a la funeraria Widmer para ser sometido a una autopsia.

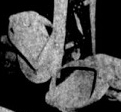
Las sandalias que usaba la difunta.

Los investigadores en el lugar de los hechos observaron que la persona o personas responsable(s) de la muerte de la niña posiblemente habían hecho al menos otros dos intentos de cavar una tumba alternativa para su cuerpo. Esta conclusión fue determinada por dos evidentes alteraciones en la arena cerca del lugar de entierro real. Además, las huellas evidentes de los neumáticos indicaban que el autor o autores habían conducido por la autopista 93 hasta el lugar del enterramiento antes de "[dar la vuelta]" en su vehículo y alejarse del lugar del crimen.
En la escena del crimen se recuperaron dos juegos de huellas, una de las cuales evidentemente había sido hecha por un adulto y la otra posiblemente por la niña que calzaba sandalias, lo que indica que pudo haber caminado hasta el lugar de su asesinato. Los investigadores también recuperaron una navaja de bolsillo oxidada y aparentemente manchada de sangre cerca del cuerpo, pero no pudieron determinar definitivamente si este utensilio tenía alguna relación con la escena del crimen. La ropa, la navaja y las huellas de pisadas encontradas sobre y/o cerca del cuerpo de la niña se enviaron a un laboratorio del FBI para ser examinadas más a fondo.

### Autopsia
El patólogo forense que realizó la autopsia determinó que el cuerpo era el de una niña blanca, muy probablemente de entre cinco y siete años de edad (exámenes posteriores de los restos de la niña indicaron que podía tener hasta 9 años o tan sólo 2 en el momento de su muerte), de 107 cm a 155 cm, y que probablemente pesaba entre 22 y 26 kg. La niña había estado muerta entre una y dos semanas antes de que se descubrieran sus restos. Su cabello era castaño, posiblemente teñido de color rojizo caoba, y tenía un juego completo de dientes de leche intactos que se describe como en un estado notablemente bueno.
La causa de la muerte concretamente de la niña nunca fue determinada por los examinadores médicos, aunque su muerte fue declarada oficialmente como homicidio. Aunque no pudo determinar la causa real de la muerte, el patólogo forense pudo afirmar definitivamente que la difunta no había sufrido heridas punzantes ni ninguna fractura de huesos ni en el momento de su muerte ni en vida, y ninguna de las prendas recuperadas presentaba orificios punzantes indicativos de haber sido atravesada por un cuchillo. Además, el informe contemporáneo de la autopsia de la niña afirma que sus restos fueron quemados hasta quedar carbonizados, presumiblemente alrededor del momento de su muerte.
Debido a que la niña estaba en un estado avanzado de descomposición en el momento de su descubrimiento, no fue posible crear un retrato robot de los rasgos faciales de la niña.

## Investigación inicial

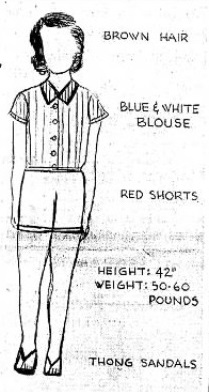
Boceto del artista policial de la ropa que llevaba Little Miss Nobody en el momento de su descubrimiento y que describe la estatura estimada de la niña.

Con la ayuda activa de los medios de comunicación locales, de ciudadanos privados y (más tarde) de funcionarios tan eminentes como los del FBI, la Oficina del Sheriff del condado de Yavapai trabajó incansablemente en sus esfuerzos por descubrir la identidad de la difunta. Inicialmente se emitió un boletín con todas las datos conseguidos en todas las radios y teletipo de los sheriffs tras el descubrimiento del cuerpo de la niña, y el Sheriff del condado de Yavapai, Jim Cramer, el fiscal adjunto del condado, George Ireland, y otros funcionarios locales de los servicios de policía revisaron posteriormente cientos de kilómetros en un radio tanto aéreo como terrestre en sus esfuerzos por descubrir la identidad de la niña.
Las personas que habían sido condenadas anteriormente por diversos delitos relacionados con niños pequeños fueron sometidas a interrogatorios prolongados, y la oficina del sheriff también recibió docenas de cartas, llamadas telefónicas y telegramas en respuesta a sus llamamientos públicos para obtener información en sus esfuerzos por descubrir la identidad de la niña. Se investigó cualquier posibilidad de que la fallecida fuera una joven desaparecida, y se descartó.
Hubo especulaciones iniciales de que la niña podría haber sido miembro de una familia de transeúntes, también de Nuevo México. La policía también sometió a Lester Davidson y a dos de sus cuatro hijos a más de una hora de interrogatorio. Se sabía que Davidson y sus hijos habían hecho autostop cerca de Prescott a finales de julio de 1960. El interrogatorio concluyó que la familia probablemente no tenía ninguna conexión con la niña no identificada o con Sharon Gallegos. Tras la verificación de las coartadas de los Davidson, la policía envió la ropa, el cuchillo y las huellas encontradas con el cuerpo de la niña o cerca de ella a un laboratorio del FBI para que fueran examinadas más a fondo.

### Descarte inicial de Gallegos como la fallecida
Los investigadores consideraron que la niña no identificada podía ser Sharon Gallegos por su edad (inicialmente se determinó que la fallecida tenía entre cinco y nueve años) y por la fecha y la proximidad de su desaparición. El 2 de agosto, un subcomisario del condado de Yavapai informó a los medios de comunicación: "Es posible que el cuerpo sea el de [Gallegos], pero no podemos estar seguros". A pesar de que la ropa que llevaba la fallecida no coincidía con la que Gallegos llevaba en el momento de su secuestro, los investigadores no pudieron descartar a Gallegos como la fallecida debido a este hecho material, ya que su ropa y calzado podrían haberse cambiado fácilmente en los diez días transcurridos. Además, aunque los restos de la niña no identificada se encontraban a unos 800 kilómetros del lugar del secuestro de Gallegos, sólo habían transcurrido diez días entre el secuestro y el hallazgo.
Poco después, la policía emitió un comunicado en el que indicaba que creía que la niña no identificada (con una edad estimada revisada de "unos siete años") era, por lo tanto, mayor que Gallegos, y no podía ser ella.

### Investigaciones adicionales
A medida que se iban siguiendo y descartando numerosas pistas de investigación en los meses siguientes al hallazgo de la niña, el sheriff del condado de Yavapai, Jim Cramer, el ayudante del fiscal del condado, George Ireland, y otro personal policial local ampliaron su radio de búsqueda y, en última instancia, recorriendo finalmente cientos de kilómetros por tierra y aire en sus esfuerzos por descubrir su identidad.
En marzo de 1961, surgió la posibilidad de que la fallecida fuera una tal Debbie Dudley, una niña de cuatro años desaparecida en Virginia. Los investigadores no encontraron los cuerpos de Dudley y sus hermanos restantes después de que el cuerpo de su hermana de siete años, Carol Ann, fuera encontrado envuelto en una manta el 9 de febrero de 1961, ya que había muerto debido a una combinación de la malnutrición, la exposición y el abandono que había sufrido por parte de sus padres. Los restos de Debbie fueron encontrados más tarde en el sur de Virginia. Más tarde fue enterrada junto a su hermana. Los padres fueron acusados de ambos asesinatos.
El 8 de agosto de 1961, el sheriff Cramer dirigió un grupo de agentes de la ley y un equipo de cámaras para filmar el lugar donde se había encontrado el cuerpo de la niña. Más tarde esa misma tarde, el Sheriff Cramer y el Fiscal del Condado de Yavapai, George Ireland, presentaron a los medios de comunicación pruebas, incluidas las sandalias de goma de tamaño adulto que habían sido cortadas para adaptarse a los pies de la niña, y el Sheriff Cramer declaró: "En algún lugar, hay alguien que tiene la respuesta que hemos estado buscando; tal vez esto sea lo que haga que esa persona se presente". Las imágenes de esta escena y la entrevista con el sheriff Cramer se emitieron más tarde por televisión con la esperanza de que surgieran nuevas pistas para establecer la identidad de la niña, aunque el programa no aportó ninguna información nueva significativa.
A pesar de los numerosos y extensos esfuerzos locales y nacionales realizados para identificarla, todos los esfuerzos contemporáneos para identificar a la niña, o rastrear a cualquiera de sus parientes, fracasaron.

## Funeral
El funeral de esta niña no identificada se llevó a cabo el 10 de agosto de 1960. Fue enterrada en el cementerio de Mountain View, con la campaña de fondos para proporcionar un entierro digno encabezada por el locutor de radio local llamado Dave Palladin. En las entrevistas, Palladin declaró que su principal motivación era que la niña recibiera un entierro cristiano decente. Antes de su funeral, la niña era conocida coloquialmente dentro y alrededor del condado de Yavapai como "Pequeña señorita nadie".
El servicio fúnebre de la Pequeña Señorita Nadie se llevó a cabo en la Iglesia Congregacional de Prescott, Arizona, y fue oficiado por el Dr. Charles Franklin Parker, con la asistencia de más de 70 personas. En este servicio, se colocó una pancarta sobre el ataúd azul pálido de la Pequeña Miss Nobody, con la inscripción: "Niña de Dios, fecha de nacimiento desconocida, fecha de muerte desconocida". Su lápida está inscrita con una sección de una cita de San Mateo, que dice: "Benditos sean los puros de corazón".
Durante el elogio fúnebre del funeral de la Pequeña Miss Nadie, el Dr. Parker recitó un poema titulado "Por una niña desconocida" antes de dirigirse a los asistentes con un discurso en el que afirmaba: "He aquí una pequeña vagabunda que ha estado entre nosotros. No sabemos su nombre; sólo podemos adivinar su edad. Se me ocurre que tal vez no lo sepamos, pero Dios lo sabe. No hay incógnitas, no hay huérfanos en el mundo de Dios... Ella no necesita un nombre hoy en día. Tiene el nombre de un ángel en algún lugar de la eternidad... puede que nunca sepamos el por qué, pero, en algún lugar, alguien va a estar mirando el periódico para saber qué le pasó a una niña abandonada en el desierto. Si ha habido una fechoría, probablemente una conciencia  seguirá inquieta.

## Nuevos esfuerzos
Debido a los recientes avances en tecnología y perfiles de ADN, en 2018 se tomó la decisión de exhumar el cuerpo de Little Miss Nobody para obtener una muestra de ADN, y el Centro Nacional para Menores Desaparecidos y Explotados se ofreció a pagar la exhumación y las pruebas necesarias. Como resultado, se obtuvieron con éxito muestras de ADN de la niña de su cuerpo y se ingresaron en las bases de datos del Sistema Nacional de Personas Desaparecidas y No Identificadas como en las bases de datos del Centro Nacional para Niños Desaparecidos y Explotados, para compararlas con asesinatos sin resolver e informes de personas desaparecidas a nivel nacional.
Un nuevo examen forense de los restos de la Pequeña Miss Nobody después de su exhumación en 2018 determinó que la edad más probable de la niña era de entre 3 y 6 años, y que su estatura más probable era de 1,07 m. Estas estimaciones actualizadas se basaron en las conclusiones tanto esqueléticas como dentales del examen de sus restos.
El Centro de Identificación Humana de la Universidad del Norte de Texas también realizó una detallada reconstrucción facial forense de la difunta, que mostraba el aspecto que podría haber tenido en vida, antes de que su cuerpo fuera enterrado de nuevo en el cementerio de Mountain View.
En enero de 2022, se enviaron muestras del ADN de la niña a Othram Inc. con la esperanza de que los avances en genealogía forense puedan identificar a un pariente cercano de la niña y establecer así su identidad.

## Identificación
El 15 de marzo de 2022, la Oficina del Sheriff del Condado de Yavapai anunció que Little Miss Nobody había sido identificada como Sharon Lee Gallegos. La identificación de la niña se realizó mediante el uso de análisis de genealogía genética realizados por Othram Inc., una empresa especializada en el uso de genealogía forense para identificar a difuntos no identificados. La identidad de la niña se había establecido en febrero, aunque el anuncio oficial de su identificación se retuvo en espera de que a los familiares sobrevivientes de Gallegos se les notificaran los acontecimientos.
En una conferencia de prensa celebrada para anunciar la identificación formal de Little Miss Nobody, un portavoz de la oficina del sheriff del condado de Yavapai informó a todos los presentes antes del anuncio real de la identidad de Gallegos, de su esperanza de que nadie volviera a referirse a ella por el apodo mediático por el que había sido conocida desde 1960, añadiendo que la "niña no identificada que se ganó los corazones del condado de Yavapai en 1960, y que ocupó las mentes y el tiempo de nuestra oficina del sheriff y socios durante 62 años, ahora, legítimamente, recibirá su nombre de nuevo". A continuación, un sobrino de Gallegos informó a los medios de comunicación de la compasión que los residentes de Prescott habían mostrado por su tía durante las décadas que había permanecido sin identificar, declarando: "[Mi familia] se sorprendió de cómo la gente se unió en torno a ella. Gracias por mantener a mi tía a salvo y por no olvidarla nunca".

### Nuevo entierro
Sharon Lee Gallegos fue enterrada de nuevo en los terrenos de la iglesia católica de San Francisco de Paula en Tularosa, Nuevo México, el 25 de octubre de 2022. Recibió sepultura en la misma tumba que su madre y su abuela tras una pequeña ceremonia a la que asistieron los familiares supervivientes y los parientes nacidos después de su muerte. La elección del lugar de su entierro final fue realizada por miembros de la familia.

## Investigación en curso
Las investigaciones sobre el secuestro y asesinato de Gallegos están en curso, centrándose principalmente en identificar a los secuestradores y determinar la cadena precisa de eventos que ocurrirán en los diez días entre el secuestro y el descubrimiento del cuerpo de la niña.

## Obras citadas y lecturas adicionales
- Evans, Colin (1996). The Casebook of Forensic Detection: How Science Solved 100 of the World's Most Baffling Crimes. New York: John Wiley & Sons Inc. ISBN 0-471-07650-3.
- Halber, Deborah (2015). The Skeleton Crew: How Amateur Sleuths Are Solving America's Coldest Cases. New York: Simon & Schuster. ISBN 978-1-451-65758-6.
- Innes, Brian (2000). Bodies of Evidence: The Fascinating World of Forensic Science and How it Helped Solve More than 100 True Crimes. Leicester: Amber Books Ltd. ISBN 1-856-05623-6.
- Murray, Elizabeth A. (2012). Forensic Identification: Putting a Name and Face on Death. Minneapolis: Twenty-First Century Books. ISBN 978-1-467-70139-6.
- Newton, Michael (2004). The Encyclopedia of Unsolved Crimes. New York: Facts on File. ISBN 978-0-816-07818-9.
- Pettem, Silvia (2009). Someone's Daughter: In Search of Justice for Jane Doe. Plymouth: Taylor Trade Publishing. ISBN 978-1-589-79420-7.
- Pettem, Silvia (2017). The Long Term Missing: Hope and Help for Families. Maryland: Rowman & Littlefield. ISBN 978-1-442-25680-4.
- Ubelaker, Douglas H.; Scamell, Henry (1992). Bones: A Forensic Detective's Casebook. New York: M. Evans and Company Inc. ISBN 978-1-283-61515-0.